# Kadubungbang
Kadubungbang is een bestuurslaag in het regentschap Pandeglang van de provincie Banten, Indonesië. Kadubungbang telt 5068 inwoners (volkstelling 2010).